# S112 (Amsterdam)
De S112 (stadsroute 112) is een stedelijke weg in Amsterdam. Het is de verbindingsweg vanaf het centrum van Amsterdam naar Amsterdam-Zuidoost, Diemen en Duivendrecht. De weg is gedeeltelijk een autoweg en gedeeltelijk een normale weg.

## Traject
De Amsterdamse S112 begint bij het Mr. Visserplein, een verkeersplein in het centrum van Amsterdam. Aan de westkant hiervan ligt het Waterlooplein met het Amsterdamse stadhuis en operagebouw en aan de noordoostkant de Valkenburgerstraat die deel uitmaakt van de S116 naar de IJ-tunnel en Amsterdam-Noord.
Vanaf het Mr Visserplein loopt de S112 zuidwaarts over het Jonas Daniël Meijerplein, de Weesperstraat, Wibautstraat en Gooiseweg naar Amsterdam-Zuidoost.
Op de Gooiseweg, vanaf het Prins Bernhardplein bij het Amstelstation, wordt de S112 een autoweg met ongelijkvloerse kruisingen, waar tot de A10 80 km/u de maximumsnelheid is en vanaf de A10 70 km/u de maximumsnelheid is. De weg kruist en heeft een aansluiting op de A10, de ringweg rond de stad. Voorbij de kruising met de A9 wordt de S112 een verkeersweg met een maximumsnelheid van 50 km/u. Het laatste deel van het traject wordt gedeeld met de S111.
Ringweg A10 (Ringweg-West, -Noord / -Oost / -Zuid)

Overige autosnelwegen:
voorheen Muiderstraatweg (A1) · 
Utrechtseweg (A2) · 
Haagseweg (A4) · 
Westrandweg (A5) · 
Coentunnelweg (A8) ·
Gaasperdammerweg (A9)

Stadsroutes:
S100 ·
S101 ·
S102 ·
S103 ·
S104 ·
S105 ·
S106 ·
S107 ·
S108 ·
S109 ·
S110 ·
S111 ·
S112 ·
S113 ·
S114 ·
S115 ·
S116 ·
S117 ·
S118

Overige wegen:
Gooiseweg ·
Haarlemmerweg ·
Nieuwe Leeuwarderweg ·
Nieuwe Utrechtseweg

Knooppunten:
Amstel ·
Coenplein ·
De Nieuwe Meer ·
Holendrecht ·
Watergraafsmeer